# 威寧府
威寧府，清朝时设置的府。
康熙五年（1666年），改四川烏撒土府置。二十二年（1683年），平遠府、黔西府降州，隸大定府。二十六年，大定府降州，三州並隸威寧府。同年置畢節縣隸威寧府。雍正七年（1729年），復升大定州為府、降威寧府為威寧州，屬大定府。

## 延伸阅读
[在维基数据编辑]
 《欽定古今圖書集成·方輿彙編·職方典·威寧府部》，出自陈梦雷《古今圖書集成》